# Rodrigo Báez Acosta
Rodrigo Daniel Báez Acosta (n. Asunción, Paraguay, 23 de noviembre de 1994) es un futbolista paraguayo que juega como mediocampista central en el Sportivo Ameliano de la Segunda División de Paraguay.

## Trayectoria

### Inicios
Se inició en las divisiones inferiores de Olimpia.
El lunes 16 de enero d 2012, Báez sería comprado por Colo-Colo de la Primera División de Chile, quien lo enviaría a la filial del equipo de primera división. Esto debido a que el equipo chileno, compraría el 50% de su pase en 300 mil dólares, tal como lo publicó el sitio En El Camarín.
El martes 17 de enero de 2012, el propio jugador confirma su fichaje en Colo-Colo de la Primera División de Chile. El jugador será sometido a prueba por 2 semanas, para saber si el entrenador del equipo colocolino Ivo Basay, aprobará su fichaje para que juegue el Torneo Apertura 2012 o será cedido a préstamo por un año a Libertad de la Primera División de Paraguay, esto debido a la política de la directiva del club chileno Blanco y Negro S.A., en que señala que Colo-Colo contratará a jugadores de proyección, ya sean nacionales o viniendo del extranjero.
En ese mismo día, Báez aseguró al diario paraguayo Última Hora, que está feliz de llegar al equipo más popular de Chile y que llega a un equipo grande de América, señalando también que será un gran paso en su corta carrera.
Es enviado a préstamo a Deportivo Capiatá de Paraguay para que pueda terminar sus estudios y una vez que tenga 18 años volverá a Colo-Colo.. El día 20 de diciembre de 2012 se establece nuevamente en Chile.
A fines de 2016 finaliza su vínculo con Colo-Colo.

## Selección nacional
Fue seleccionado paraguayo sub-15 y sub-17, con los cuales disputó sudamericanos de ambas categorías. Con la selección paraguaya sub-15, disputó el Campeonato Sudamericano Sub-15 de 2009 en Bolivia, en el cual su selección se tituló campeón del certamen y en dicho torneo, convirtió solo un gol y ese gol se lo hizo a Uruguay, en la primera fecha del cuadrangular final del torneo. Con la selección paraguaya sub-17, jugó el Campeonato Sudamericano Sub-17 de 2011 en Ecuador, donde su equipo llegó a la segunda ronda del torneo. En dicho torneo convirtió solo un gol y ese gol se lo hizo a Chile, en la primera fase del torneo.

## Clubes
| Club                 | País     | Año           |
| -------------------- | -------- | ------------- |
| Olimpia              | Paraguay | 2011          |
| Deportivo Capiatá    | Paraguay | 2012          |
| Colo-Colo            | Chile    | 2013 - 2014   |
| Deportes La Serena   | Chile    | 2014 - 2015   |
| Colo-Colo            | Chile    | 2015          |
| Deportivo Santaní    | Paraguay | 2015          |
| Iberia               | Chile    | 2016          |
| Sol de América       | Paraguay | 2016          |
| Sportivo San Lorenzo | Paraguay | 2017-2019     |
| Sportivo Ameliano    | Paraguay | 2019-presente |

## Estadísticas
- Actualizado al último partido disputado: 2 de diciembre de 2016.

| Club                                                       | Div.             | Temporada        | Liga     | Liga  | Copas nacionales(1) | Copas nacionales(1) | Copas internacionales(2) | Copas internacionales(2) | Total    | Total |
| Club                                                       | Div.             | Temporada        | Partidos | Goles | Partidos            | Goles               | Partidos                 | Goles                    | Partidos | Goles |
| Colo-Colo · Chile                                          |                  |                  |          |       |                     |                     |                          |                          |          |       |
| 1ª                                                         | 2013             | -                | -        | -     | -                   | -                   | -                        | 0                        | 0        |       |
| 1ª                                                         | 2013/14          | -                | -        | 1     | 0                   | -                   | -                        | 1                        | 0        |       |
| Total club                                                 | Total club       | 0                | 0        | 1     | 0                   | 0                   | 0                        | 0                        | 0        |       |
| Colo-Colo "B" · Chile                                      |                  |                  |          |       |                     |                     |                          |                          |          |       |
| 3ª                                                         | 2013             | 16               | 0        | -     | -                   | -                   | -                        | 16                       | 0        |       |
| 3ª                                                         | 2013/14          | 18               | 2        | -     | -                   | -                   | -                        | 18                       | 2        |       |
| Total club                                                 | Total club       | 34               | 2        | 0     | 0                   | 0                   | 0                        | 34                       | 2        |       |
| Deportes La Serena · Chile                                 | 2ª               | 2014/15          | 33       | 4     | 1                   | 0                   | -                        | -                        | 34       | 4     |
| Deportes La Serena · Chile                                 | Total club       | Total club       | 33       | 4     | 1                   | 0                   | 0                        | 0                        | 34       | 4     |
| Deportivo Santaní Paraguay                                 | 1ª               | 2015             | 6        | 0     | -                   | -                   | -                        | -                        | 6        | 0     |
| Deportivo Santaní Paraguay                                 | Total club       | Total club       | 6        | 0     | 0                   | 0                   | 0                        | 0                        | 0        | 0     |
| Deportes Iberia · Chile                                    | 2ª               | 2016             | 5        | 0     | -                   | -                   | -                        | -                        | 5        | 0     |
| Deportes Iberia · Chile                                    | Total club       | Total club       | 5        | 0     | 0                   | 0                   | 0                        | 0                        | 5        | 0     |
| Sol de América Paraguay                                    | 1ª               | 2016             | 1        | 0     | -                   | -                   | -                        | -                        | 1        | 0     |
| Sol de América Paraguay                                    | Total club       | Total club       | 1        | 0     | 0                   | 0                   | 0                        | 0                        | 1        | 0     |
| Total en carrera                                           | Total en carrera | Total en carrera | 79       | 6     | 2                   | 0                   | 0                        | 0                        | 81       | 6     |
| - (1) Incluye datos de Copa Chile. - (2) Incluye datos de. |                  |                  |          |       |                     |                     |                          |                          |          |       |

## Palmarés

### Campeonatos internacionales amistosos
| Título             | Equipo           | País   | Año  |
| ------------------ | ---------------- | ------ | ---- |
| Torneo de Gradisca | Colo-Colo Sub-17 | Italia | 2010 |